# Günter Stratenwerth
Günter Stratenwerth (Naumburgo, 31 de janeiro de 1924 – Basileia, 15 de abril de 2015) foi um jurista alemão.

## Biografia
Günter Stratenwerth nasceu em 31 de janeiro de 1924 em Naumburgo, cidade onde cresceu e morou com a família até mudar-se com ela para Bielefeld, em 1932. Após a Segunda Guerra Mundial, onde feriu-se em batalha como soldado, ingressou no curso de Ciências Jurídicas na Universidade de Göttingen, onde formou-se em 1949 e conheceu o seu futuro orientador, Hans Welzel. Um ano depois, sob a orientação de Welzel, obteve o título de Doutor. Com a mudança de Welzel, assumindo a cátedra de direito penal da Universidade de Bonn em 1952, Stratenwerth foi mais uma vez foi orientado por ele, desta vez em seu trabalho de habilitação concluído em 1954, o qual versava sobre o tema "Responsabilidade e obediência" (Verantwortung und Gehorsam), no qual investiga os limites do dever de obediência, tema este de intenso interesse nos anos pós-guerra. Stratenwerth foi o primeiro discípulo de Welzel a obter a posição de Privatdozent, habilitando-se para lecionar direito penal, processo penal e filosofia do direito.
Em 1960 foi professor ordinário de direito penal e filosofia do direito da Universidade de Erlangen, exercendo a sua função por apenas três meses, visto que havia sido convocado para lecionar na Universidade de Basileia, na Suíça, em 1961. Em Basileia, Stratenwerth lecionou sobre direito penal e filosofia do direito por mais de trinta anos, quando jubilou-se em 1994.
Stratenwerth foi um dos penalistas mais importantes e influentes de sua época. Estudando o Código Penal suíço de 1942 para a reforma da legislação, acabou por elaborar um dos seus manuais, o qual tornou-se referência nos tribunais e no meio acadêmico daquele país. Manteve também intenso contato acadêmico com a Alemanha, participando do “Projeto Alternativo” alemão, o qual em certa medida influenciou na grande reforma legislativa penal ocorrida em 1969, entrando em vigor em 1975. O manual sobre direito penal suíço possui em quatro volumes (dois sobre a parte geral e os outros dois para a parte especial). Em 1971 elaborou outro manual, sobre o direito penal alemão, tendo a segunda e quarta edições traduzidas para o espanhol.
Stratenwerth teve três filhos. Faleceu em 15 de abril de 2015, aos 91 anos.